# عیون الوادی
عیون الوادی (به عربی: عیون الوادی) یک روستا در سوریه است که در استان حمص واقع شده‌است. عیون الوادی ۷۷۲ نفر جمعیت دارد.